# Burn (песня)
«Burn» (с англ. — «Сжечь») — песня американской индастриал-рок-группы Nine Inch Nails, записанная специально для саундтрека к фильму «Прирождённые убийцы»; в его поддержку композиция была выпущена в качестве промосингла в августе 1994 года. Так как «Burn» является промоизданием, сингл не был внесён в официальную хронологию релизов NIN Halo.

## О сингле

### Информация о песне
Композиция была записана во время концертного тура Self Destruct Tour, в отеле South Beach в Майами, где остановилась группа; там же Трент Резнор занимался и продюсированием саундтрека с помощью портативной версии программно-аппаратного комплекса Pro Tools. Написание песни для художественного фильма и руководство создания к нему саундтрека стало для Резнора первой работой, связанной с музыкой к кинокартинам. Трент старался сделать композицию тематически близкой к фильму, но текст «Burn» больше повествовал об отчаянии, тем самым продолжая концепцию альбома Nine Inch Nails The Downward Spiral. «Burn» имеет структуру, схожую по построению с другой песней NIN «Closer». Помимо этого, ритм «Burn» содержит некоторые хип-хоп-элементы, а вокал Резнора и звук гитары подверглись искажению.
Песня приобрела некоторую популярность. NIN исполняли «Burn» на музыкальном фестивале «Вудсток '94», а также на протяжении всех своих концертных туров начиная с Fragility Tour. Концертное звучание трека при этом немного изменялось.
В ноябре 2004 года композиция была внесена в состав бонусного материала юбилейного переиздания альбома The Downward Spiral.
В 2008 году «Burn» была включена в загружаемый пакет треков для музыкальной компьютерной игры Rock Band.

### Видеоклип

Трент Резнор в клипе «Burn»

Музыкальное видео было снято Хэнком Корвином и Трентом Резнором. В клипе показан Резнор, исполняющий песню «Burn», а на заднем плане проецируются фрагменты из фильма «Прирождённые убийцы» и различные исторические кадры. Музыкант Чаба Тот в одной из своих статей написал о видео следующее:
В „эллиптических“ временных рамках повествований музыкальных видео, работа NIN „Burn“ создаёт некий комментарий к положению вещей в обществе, показывая нам разрушенные мечты современного прогресса. Далее монтаж устанавливает сложную визуальную связь между мировыми историческими событиями и нынешним состоянием общества, а именно американского.
Оригинальный текст (англ.)In the elliptic time frame of music video narratives, NIN's 'Burn' forms a commentary on the social state of things, positing images of the ruins of modernity's dream of progress. As the montage progress, it establishes complicated visual links between world-historical events and specifically American developments.
В 2005 году клип вошёл в видеосборник Collected.

### Восприятие
Роберт Хилбёрн, редактор Los Angeles Times, в своём обзоре на саундтрек, воспринял «Burn» положительно. По его словам, несмотря на текст, песня смогла передать тревожность самого фильма.

## Список композиций
| №  | Название | Автор(ы)     | Длительность |
| -- | -------- | ------------ | ------------ |
| 1. | «Burn»   | Трент Резнор | 4:58         |

## Участники записи
- Трент Резнор — вокал, музыка/слова, гитара, синтезатор, программинг, сведение, продюсирование, звукоинженер
- Крис Вренна — ударные
- Лео Херерра — мастеринг